# Лукаут Маунтин (Џорџија)
Лукаут Маунтин (Џорџија) (енгл. Lookout Mountain) град је у америчкој савезној држави Џорџија. По попису становништва из 2010. у њему је живело 1.602 становника.

## Демографија
Према попису становништва из 2010. у граду је живело 1.602 становника, што је 15 (0,9%) становника мање него 2000. године.
| Група             | 2000.         | 2010.         |
| Белци             | 1.593 (98,5%) | 1.550 (96,8%) |
| Афроамериканци    | 0 (0,0%)      | 10 (0,6%)     |
| Азијати           | 3 (0,2%)      | 4 (0,2%)      |
| Хиспаноамериканци | 13 (0,8%)     | 22 (1,4%)     |
| Укупно            | 1.617         | 1.602         |